# 6044 Hammer-Purgstall
6044 Hammer-Purgstall è un asteroide della fascia principale. Scoperto nel 1991, presenta un'orbita caratterizzata da un semiasse maggiore pari a 2,7744568 UA e da un'eccentricità di 0,1555862, inclinata di 8,90078° rispetto all'eclittica.
L'asteroide è dedicato al diplomatico austriaco Joseph von Hammer-Purgstall.